# Franziskanerkloster Berlin-Pankow

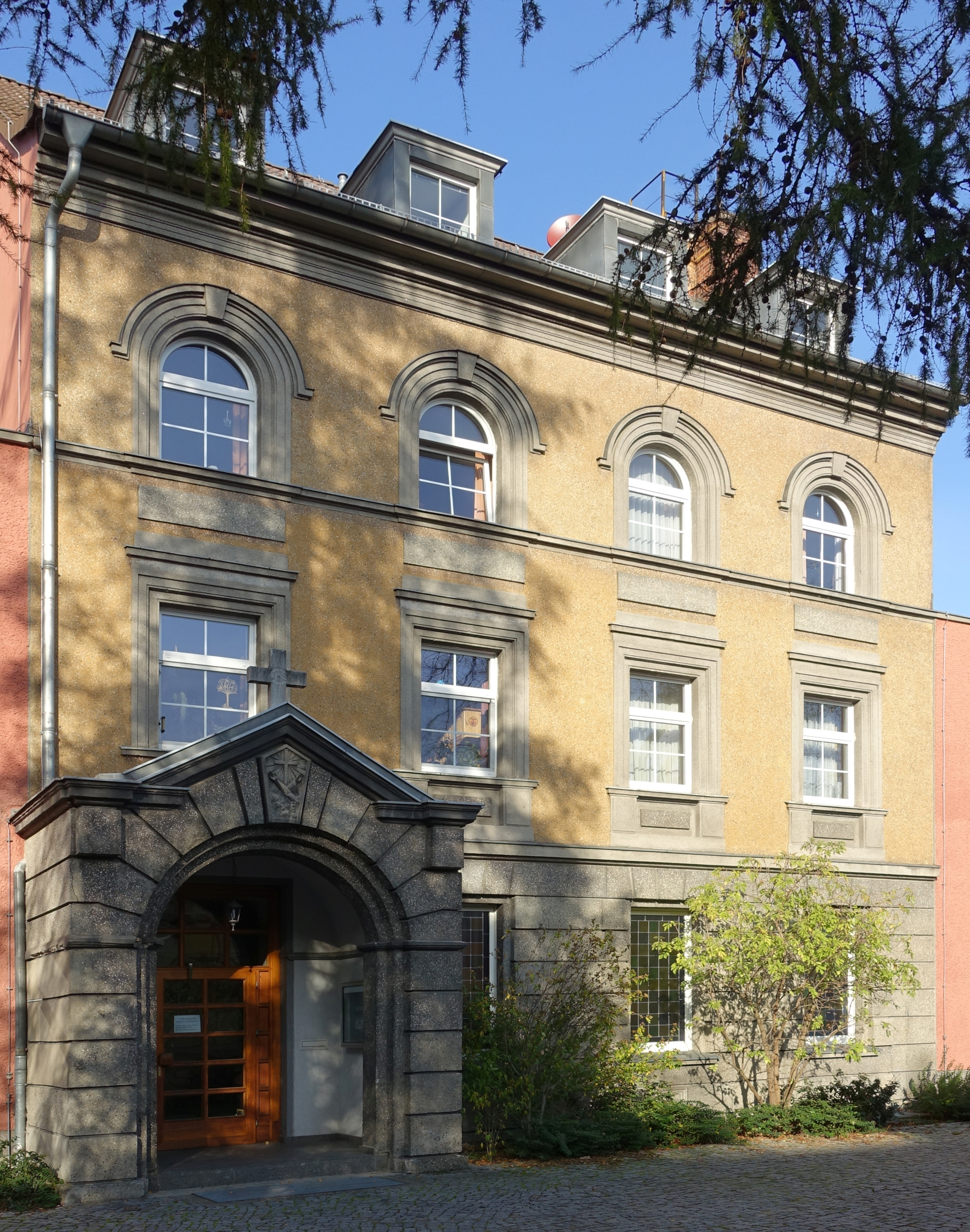
Franziskanerkloster Berlin-Pankow

Das Franziskanerkloster in Berlin-Pankow ist eine Niederlassung der Franziskaner der Deutschen Franziskanerprovinz. Es befindet sich im Hinterhaus der Wollankstraße 19 im Berliner Ortsteil Pankow des heutigen Bezirks Pankow.

## Geschichte
Nach vergeblicher Suche in der Innenstadt und verschiedenen Ortsteilen Berlins bot der Pfarrer von St. Georg den Franziskanern der Schlesischen Franziskanerprovinz (Silesia) eine kleine Kapelle in der Parkstraße 37 zur Klostergründung an. Bischof Adolf Bertram von Breslau verweigerte jedoch die Zustimmung, weil die Kapelle zu nahe an der Pfarrkirche lag.
Schließlich wurde im Juni 1921 in Berlin-Pankow das Gartengrundstück Wollankstraße 19 mit zwei um 1890 errichteten Wohngebäuden erworben und etwa vier Wochen später auch das Nachbargrundstück Wollankstraße 18 mit einem Wohnhaus. Nach Verhandlungen mit dem Wohnungsamt und dem freiwilligen Auszug von Mietern konnten einige Räume für eine Klostergründung eingerichtet werden. Im Herbst 1921 zogen die ersten zwei Franziskaner der Silesia ein. Die Kapelle wurde am 4. Oktober 1925 geweiht, sie trägt das Patrozinium des heiligen Franz von Assisi. Das Kloster war vor dem Zweiten Weltkrieg das einzige Haus der Silesia westlich von Oder und Neiße, nach dem Krieg war es der einzige der Provinz verbliebene Konvent, während sich die Klöster östlich zu einer polnischen Ordensprovinz formierten. Ausgehend von Berlin übernahm  die Silesia ab 1945 einige Klöster der Thüringischen und Sächsischen Franziskanerprovinz.

## Gegenwart
Das Kloster ist bekannt dafür, dass es seit 1991 eine Suppenküche unterhält. Seit 1992 gehörte es mit den übrigen Klöstern der Silesia in der ehemaligen DDR zur Sächsischen Franziskanerprovinz (Saxonia), die 2010 in der Deutschen Franziskanerprovinz aufging. Seit 2005 befindet sich im Kloster das deutsche Postulat für an einem Eintritt ins Kloster interessierte Männer.